# Mufló
El mufló (o antigament mufró o moltó de Còrsega) (del grup Ovis orientalis orientalis) es reconeix pel seu aspecte d'ovella, car aquesta darrera té el seu origen en el mufló.
El mufló europeu es pot trobar a moltes parts d'Europa. Es va extingir fa mil·lennis d'aquest continent a causa de la caça excessiva i els canvis climàtics, i va quedar relegat a les illes de Còrsega, Sardenya i Xipre, havent estat reintroduït en aquesta última illa durant el Neolític. En segles posteriors va tornar al continent de mà de l'home, on es va adaptar perfectament i avui en dia és una espècie en expansió, sobretot a les zones muntanyoses. En temps recents s'ha portat també a diferents serres espanyoles (Cazorla, Alcaraz, Serranía de Ronda, Serranía de Cuenca, Muela de Cortes, Serra del Sit…), les illes Canàries, Estats Units, Hawaii i nombrosos vedats de caça a tot el món, fins i tot en llocs tan llunyans com Xile.
No és una espècie autòctona dels Països Catalans, sinó que hi fou introduïda amb finalitats cinegètiques a partir de poblacions procedents de Còrsega. A Catalunya hi ha una petita població introduïda al Parc Natural dels Ports, una altra en la reserva de caça de l'Alt Pirineu (Lleida) i una petita població al Pirineu oriental.
Igualment es troba a la Catalunya del Nord.

## Descripció

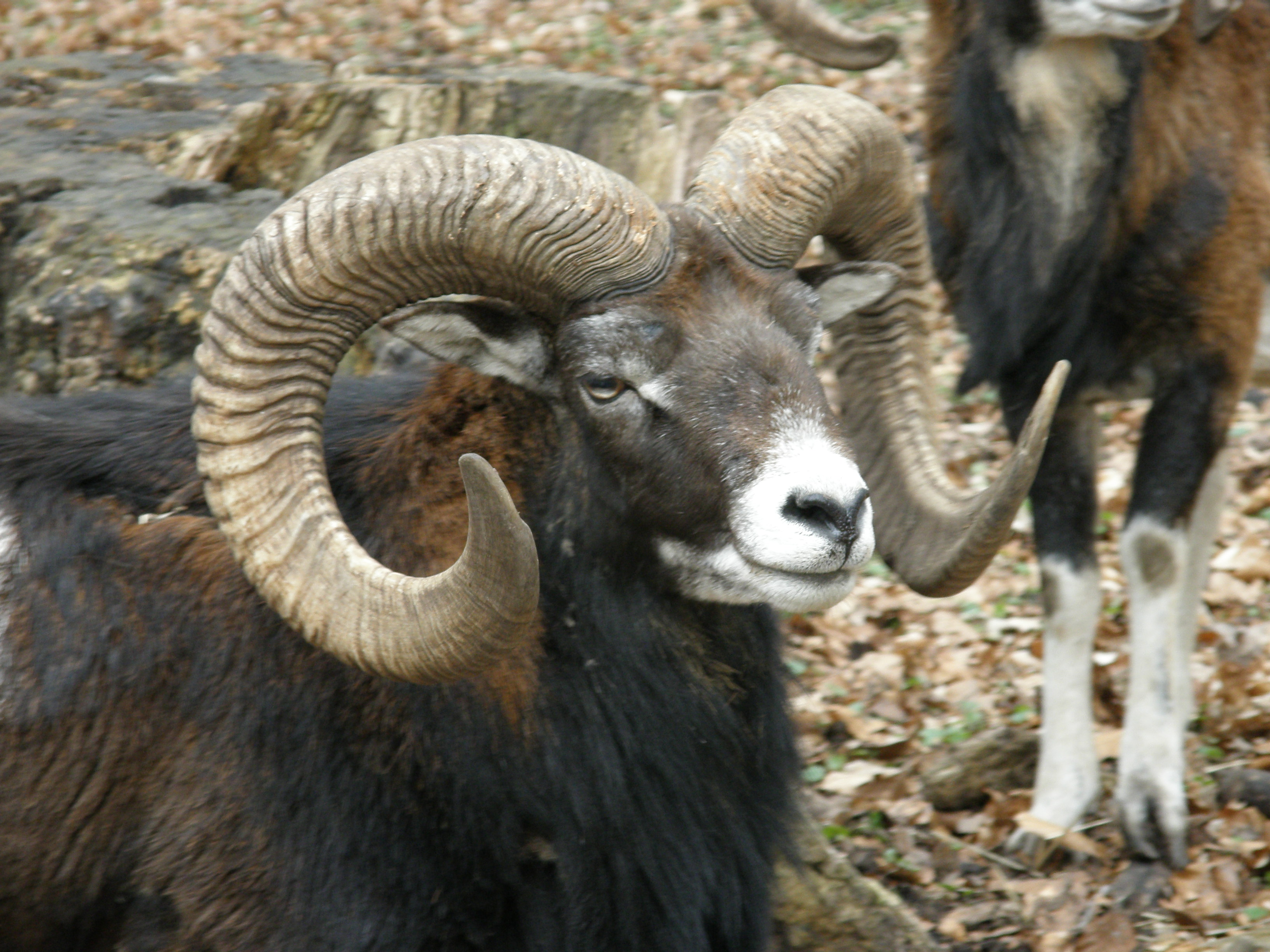
Detall del cap d'un mascle

El mufló europeu és un animal bastant gran que pot pesar fins a 50 quilos. S'assembla a una ovella estilitzada, de potes i coll proporcionalment més llargs. La llana és molt més curta i de color marró fosc, tornant-se blanquinosa a marró, ulls, meitat inferior de les potes, glutis i ventre. Els mascles són més grans i robustos que les femelles i estan dotats de grans banyes que es corben a banda i banda del cap, les femelles, en canvi, no presenten banyes o els tenen de molt escassa longitud. A l'hivern, els mascles desenvolupen en els costats unes taques blanques que no apareixen en els individus de l'altre sexe. Els mascles tenen unes banyes grosses, semblants a les del marrà, que es corben enrere fins a gairebé tancar un cercle i de mida més gran com més vell és l'animal (màxim 80-90 cm). Les femelles, si tenen banyes, són molt petites, de 18 cm a tot estirar. Les diferències entre mascles i femelles no només són patents en la cornamenta: els mascles són més grans, tenen una gorgera de pèl al coll i al pit i presenten una coloració general més fosca. El pelatge hivernal és de color marró xocolata amb taques blanques a les potes, la cara i la gropa, que és travessada per una cua curta de color fosc. El ventre és blanc. Els mascles adults també presenten una gran taca blanca molt conspícua al mig dels flancs. El pelatge d'estiu és molt més clar que el d'hivern i les taques blanques gairebé desapareixen per complet, llevat de la dels flancs dels mascles.
Dimensions corporals: cap + cos (127-145 cm), cua (3,5-6 cm) i alçada a la creu (70-80 cm).
Pes: les femelles fan entre 25 i 35 kg, mentre que els mascles oscil·len entre els 35 i els 40 kg.

## Hàbitat
Espais oberts de muntanya, preferiblement de terrenys accidentals, secs i durs que a l'hivern no quedin coberts d'una gruixuda capa de neu. Es troben sobretot als Alps i als Pirineus.

## Costums
Bàsicament diürn, a l'hivern se'l pot veure alimentar-se des de l'alba fins a la posta del sol, mentre que a l'estiu mostra activitat sobretot a les primeres hores del matí i al vespre.
Viu en ramats de composició i nombre variable segons l'època de l'any. A la primavera i a l'estiu, les femelles i els joves formen ramats separats dels mascles, que poden agrupar-se o bé anar sols. En arribar la tardor, que és l'època de zel, els mascles cerquen un ramat de femelles on integrar-se.

## Rastre
Els excrements són semblants als de l'ovella: unes boletes negres d'1 cm de diàmetre (més petits que els de les llebres). Les femelles i les cries de mufló belen com les ovelles.

## Història natural

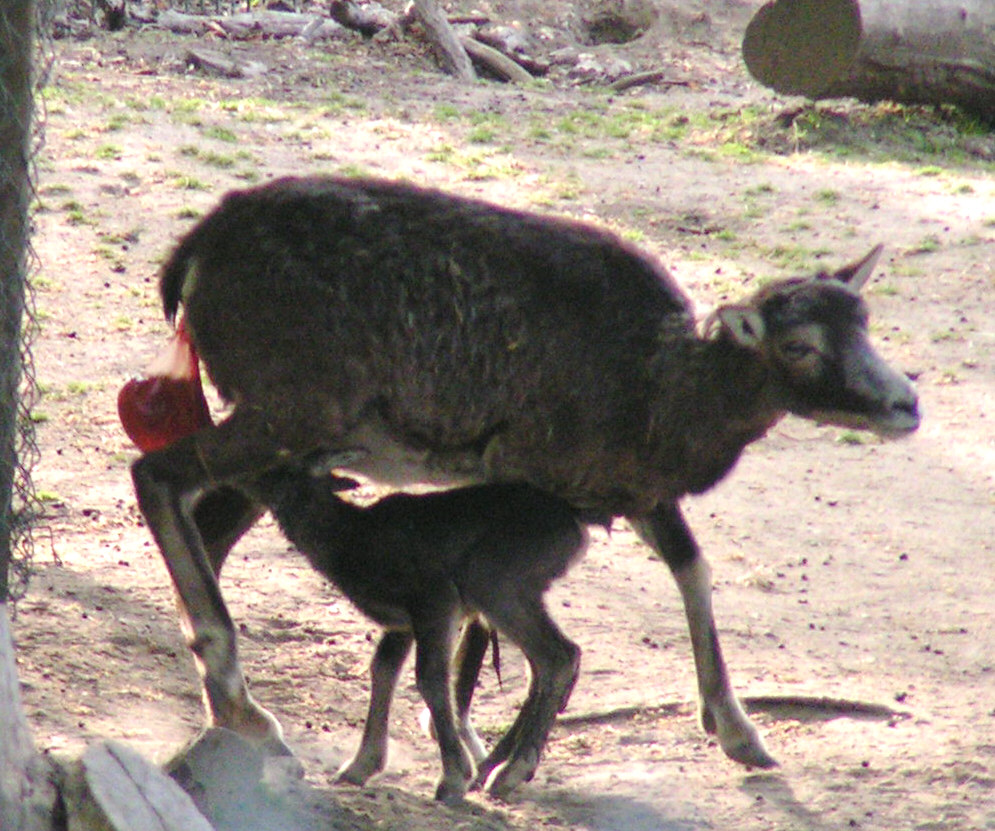
Una femella amb la seva cria

Es tracta d'un animal social que viu en petits grups familiars en el cas de les femelles i les seves cries (una per part), als quals s'agrega un mascle en l'època de zel que és solitari la resta de l'any. Per poder incorporar-se a un d'aquests ramats, els mascles han de mesurar abans les seves forces amb altres rivals, xocant les seves banyes violentament. La volta craniana està reforçada per disminuir els efectes de l'impacte, però això no aconsegueix evitar un lleu atordiment dels contendents després d'un cop especialment potent.
L'alimentació és purament vegetariana, i sol realitzar-la a la nit, quan el mufló europeu és més actiu. Els seus enemics més perillosos són el llop i en menor mesura l'os bru, mentre que el linx i l'àguila solen depredar sobre els individus més joves.

## Espècies semblants
L'isard i la cabra salvatge tenen aspecte de cabra i no d'ovella i els manquen les taques blanques a les potes, la gropa i el musell. Les tres espècies de bòvids són fàcils de diferenciar gràcies a la forma de les banyes.
Tot i que no és freqüent, el mufló pot hibridar-se amb ovelles domèstiques (Ovis aries) esgarriades, de tal manera que entre els ramats de muflons podria observar-se algun exemplar amb característiques intermèdies.